# 第二次延坪海战
第二次延坪海战是大韩民国海军和朝鲜人民军海军于2002年6月29日在延坪岛海域的一次武装冲突。
當日上午10时許，2艘朝鲜人民軍海軍的苏式201型猎潜艇（388艇、684艇）越过联合国军设定的北方分界綫並被韓國海軍232编队（357艇、358艇）拦截。388艇因航线被挡，向北返航。684艇在被拦截时，主动攻击357艇，韩国海军232编队即紧急呼叫。韩国海军253编队（328、369艇）、256编队（327、365艇）分别于10时33分和10时30分进入战场。朝鲜人民军海军684艇随即与6艘韩国海军军舰交火。10时51分目视684艇起火。684艇被388艇救援，回到朝鲜。357艇重创，于11时59分沉没。
為紀念這次海戰，韓國在京畿道平澤海軍第2艦隊司令部修建了第2次延坪海戰勝利碑，並將導彈快艇以戰死者的名字命名。韩国指挥官尹永夏少領（少校）牺牲。韩国共死亡6人負傷18人，韩国推测朝鲜死亡13人、負傷者25人。交戰之朝鮮警備艇甲板大部分人員死於持續的炮擊。

## 紀念
- 韓國海軍尹永夏級飛彈艇尹永夏號飛彈快艇(PKG-711)命名自在海戰中牺牲的韩国指挥官尹永夏少領（少校）。

## 相關影視作品
- 《延坪海戰》，2015年韓國電影，由金武烈、晉久、李玹雨主演。